# P.O.W.: Prisoners of War
P.O.W.: Prisoners of War è un videogioco arcade sviluppato nel 1988 da SNK.
Il videogioco ha ricevuto nel 1989 una conversione per Nintendo Entertainment System e una versione per Windows, distribuita da Gamesload nel 2008. Presente nella compilation SNK Arcade Classics 0 per PlayStation Portable,  è stato pubblicato nel 2011 su PlayStation Network.

## Trama
Basato sui film Rambo 2 e Missing in Action, nel videogioco s'impersona il prigioniero di guerra Iron Snake che deve fuggire dal campo nemico situato in Vietnam.